# Министерство здравоохранения, труда и благосостояния Японии
Министерство здравоохранения, труда и благосостояния Японии (яп. 厚生労働省 Ко:сэйро:до:сё:) предоставляет населению сведения о предельно допустимых нормах сельскохозяйственных химикатов в продуктах питания, основные положения пищевых продуктов и лекарств, стандарты для пищевых продуктов, пищевых добавок и т. д.
Оно было образовано в результате слияния бывшего Министерства здравоохранения и социального обеспечения (яп. 厚生省 Ко:сэйсё:) и Министерства труда (яп. 労働省 Ро:до:сё:).

## Организация
- Секретариат Министра
  - Бюро политики в области здравоохранения
  - Служба здравоохранения
  - Бюро фармацевтической и продовольственной безопасности
  - Бюро трудовых стандартов
  - Бюро безопасности
  - Бюро развития людских ресурсов
  - Бюро равной занятости и по делам детей и семей
  - Бюро медицинского страхования
  - Пенсионное бюро
- Генерального директора по вопросам планирования политики и оценки
- Дочерние научно-исследовательские учреждения (6 научно-исследовательских институтов, 218 национальных больниц, 13 карантинных станций, и 3 объекта социальной защиты)
- Региональные бюро (8 региональных бюро здравоохранения и социального обеспечения и 47 бюро труда префектур)
- Внешние бюро (Агентство социального страхования, Центральная комиссия по трудовым отношениям)